# Technomyrmex albomaculatus
Technomyrmex albomaculatus é uma espécie de formiga do gênero Technomyrmex.